# Confituur (boekhandels)
Confituur is een belangenorganisatie van Vlaamse onafhankelijke boekhandels. De meeste onafhankelijke boekhandels zijn hierbij aangesloten. Medio 2016 telde de vereniging 25 leden, medio 2022 zijn dat er 27.

## Achtergrond
In 1998 werd Colibro opgericht, een koepelorganisatie van 29 onafhankelijke Vlaamse boekhandels. Deze vereniging had als doel het versterken van de zelfstandige boekhandels en stond onder meer jaarlijks met een stand op de Boekenbeurs Antwerpen. Een aantal leden haakte echter af en sinds 2007, toen drie aangesloten boekhandels failliet gingen, maakte Colibro verlies. In november 2011 hield Colibro op te bestaan. De overgebleven aangesloten boekhandels zochten naar een andere manier om te blijven samenwerken.
Een jaar later, in november 2012, werd een nieuwe vereniging opgericht. Deze kreeg de naam "Confituur", naar analogie met de vele soorten fruit in confituur verwijzend naar de bonte mengeling van boekhandels die aangesloten zijn. De vereniging wil sterker staan in onderhandelingen met de overheid, instituten en uitgeverijen.

## Activiteiten
De onafhankelijke boekhandels bemannen jaarlijks samen de stand van Confituur op de Antwerpse Boekenbeurs.
De organisatie riep 12 december uit tot de Dag van de onafhankelijke boekhandel. Wie die dag voor minstens 12,50 euro aan boeken koopt bij een aangesloten onafhankelijke boekhandel, krijgt een gratis geschenkboek. Sinds 2012 is dit een jaarlijks terugkerend gebeuren. Confituur verspreidt het magazine 'Boekenwijzer'.
In 2016 werd voor het eerst de 'Confituur Boekhandelsprijs' uitgereikt. Jaarlijks kiezen de aangesloten  boekhandelaars en hun klanten een beste boek. Het is een prijs zonder geldbedrag. De prijs weerspiegelt de waardering van de aangesloten boekhandelaars en hun klanten.
- 2016: Chris De Stoop voor zijn boek Dit is mijn hof.[7]
- 2017: Jeroen Olyslaegers voor zijn boek WIL.[8]
- 2018: Koen Peeters  voor zijn boek De mensengenezer.
- 2019: Peter Verhelst voor zijn boek Voor het vergeten. Lieve Joris kreeg de publieksprijs voor Terug naar Neerpelt.[9]
- 2020: Charlotte Van den Broeck voor haar boek Waagstukken. Femke Vindevogel kreeg de publieksprijs voor Confituurwijk.
- 2021: Matthias M.R. Declercq voor zijn boek De Ontdekking van Urk. Tevens de publieksprijs.
- 2022: Peter Terrin voor zijn boek Al het blauw  Tevens de publieksprijs.
- 2023: Jaap Robben voor zijn roman Schemerleven
- 2024: Rik Van Puymbroeck voor Treurwil
- 2025: Marieke De Maré voor Ik ga naar de schapen